# Martyna Wiankowska
Martyna Wiankowska (* 24. Dezember 1996 in Łowicz) ist eine polnische Fußballspielerin.

## Karriere

### Vereine
Die aus der Gemeinde Chąśno stammende Wiankowska begann beim dort ansässigen Verein Olimpia Chąśno mit dem Fußballspielen – gemeinsam mit Jungen. Im weiteren Verlauf wechselte sie zur im Jahr 2010 gegründeten Mädchenfußballmannschaft des KS Pelikan Łowicz, mit dem sie ein Jahr später in die 3. Liga kobiet aufstieg, im darauffolgendem in die 2. Liga kobiet und als B-Jugendspielerin im Jahr 2013 den einzigen Aufstieg in die 1. Liga kobiet (mit Einführung der Ekstraliga Kobiet im Jahr 2005 die zweithöchste Spielklasse) miterlebte. In dieser Spielklasse kam sie von 2014 bis 2018 für den TME UKS SMS Łódź – den Studentensportverein in Łódź – zu weiteren Punktspielen im Seniorinnenbereich, bevor sie zur Saison 2018/19 vom KKS Czarni Sosnowiec verpflichtet wurde. Für den Verein bestritt sie in der Ekstraliga Kobiet, der höchsten Spielklasse im polnischen Frauenfußball, erstmals Punktspiele.
Während ihrer vier Jahre währenden Vereinszugehörigkeit schloss ihr Verein die Saisons nie schlechter als mit dem dritten Platz ab; am Saisonende 2020/21 wurde sie mit der Mannschaft Polnischer Meister und Pokalsieger. Am Ende ihrer letzten Saison gewann sie ein zweites Mal den Pokal; beim 4:0-Sieg über Śląsk Wrocław erzielte sie das 1:0 und 3:0.
Zur Saison 2022/23 wurde sie vom Bundesligisten 1. FFC Turbine Potsdam verpflichtet. Ihr Pflichtspieldebüt gab sie am 11. September 2022 im Stadion Lichterfelde gegen den FC Viktoria 1889 Berlin in der 2. Runde des DFB-Pokalwettbewerb. Nachdem das Spiel nach 90 Minuten 3:3 und nach 120 Minuten 4:4 geendet hatte, kam ihre Mannschaft im anschließenden Elfmeterschießen mit 3:2 eine Runde weiter; sie konnte ihren Schuss vom Punkt zum 1:1 verwandeln. Ihr Debüt in der Bundesliga gab sie eine Woche später zum Saisonauftakt beim 1:1-Unentschieden im Auswärtsspiel gegen Werder Bremen. Ihr erstes von zwei Saisontoren erzielte sie am 1. Oktober 2022 (3. Spieltag) bei der 2:4-Niederlage im Auswärtsspiel gegen den 1. FC Köln mit dem 1:1 in der neunten Minute, jedoch unterlief ihr mit dem Treffer zum 2:2 in der 54. Minute auch ein Eigentor. Zum Saisonende 2022/23 verließ sie den Verein.
Zur Saison 2023/24 wurde sie vom Bundesligisten 1. FC Köln verpflichtet und mit einem bis zum 30. Juni 2025 datierten Vertrag ausgestattet.

### Nationalmannschaft
Wiankowska debütierte als Nationalspielerin am 21. September 2013 für die U19-Nationalmannschaft, die im slowenischen Beltinci das Spiel in der EM-Qualifikation gegen die U19-Nationalmannschaft Albaniens mit 9:0 gewann; dabei erzielte sie ihren ersten drei Länderspieltore.
Mit der A-Nationalmannschaft nahm sie im März 2016 am Turnier um den Zypern-Cup teil und kam am 2. März beim 1:0-Sieg über die Nationalmannschaft Tschechiens im ersten Spiel der Gruppe B zu ihrem A-Länderspieldebüt. Nach zwei weiteren Gruppenspielen kam sie auch im erreichten Finale zum Einsatz, das jedoch mit 1:2 gegen die Nationalmannschaft Österreichs in Larnaka verloren wurde.

## Erfolge
Nationalmannschaft
- Algarve-Cup-Finalist 2019
- Zypern-Cup-Finalist 2016

KKS Czarni Sosnowiec
- Polnischer Meister 2021
- Polnischer Pokalsieger 2021, 2022